# Eugenio Corini
Eugenio Corini, bijgenaamd Il Genio ('Het Genie'), (Bagnolo Mella, 30 juli 1970) is een Italiaanse voormalig voetballer die als spelverdeler op het middenveld speelde. Corini stond bekend om zijn nauwkeurige lange passes, vrije trappen en strafschoppen. Na zijn carrière werd hij voetbalcoach.

## Spelerscarrière
Corini gold als een groot voetbaltalent in zijn jaren bij Juventus (1990-92), maar brak nooit echt door. Na omzwervingen bij Sampdoria, SSC Napoli, Brescia, Piacenza en Hellas Verona, bloeide zijn carrière weer op bij Chievo Verona, dat vanaf 2001 verrassend hoog meespeelde in de Serie A. Daarna had Corini een groot aandeel in de eerste promotie van Palermo naar de Serie A in 32 jaar, waarna hij de ploeg als aanvoerder tweemaal naar een plek in de UEFA Cup loodste. Corini is door de fans van Palermo uitgeroepen tot meest waardevolle speler van 2006. In juni 2007 besloot hij de club te verlaten nadat hij geen centrale rol meer speelde in de plannen van voorzitter Maurizio Zamparini, waarna hij een eenjarig contract tekende bij FC Torino. Hij speelde twee seizoenen bij FC Torino. In juni 2008 is hij gestopt als voetballer.

## Trainerscarrière
Na zijn actieve carrière werd hij voetbaltrainer. Op 5 juni 2010 werd hij coach van Calcio Portogruaro-Summaga. Twaalf dagen later gaf hij er echter al de brui aan door onenigheid met het bestuur over de toekomstvisie van de club. In november 2010 werd hij trainer van FC Crotone. Na een avontuur bij Frosinone Calcio (2011/12) werd Corini op 2 oktober 2012 door het bestuur van Chievo Verona aangesteld als vervanger van de ontslagen trainer-coach Domenico Di Carlo. In het seizoen 2014/15 werd hij na zeven speelronden ontslagen en vervangen door Rolando Maran. Hierna werd  hij coach van Palermo, waar hij al snel ontslag nam, en Novara, waar hij werd ontslagen. In het seizoen 2018/19 promoveerde hij met Brescia naar de Serie A, maar op 3 november 2019 werd hij op straat gezet. Fabio Grosso, zijn opvolger, werd al weer na drie duels ontslagen en werd Corini toch weer aangenomen. In februari 2020 staat Brescia 19e en werd Corini opnieuw ontslagen.

## Clubstatistieken
| seizoen | club          | land   | competitie | duels | goals |
| ------- | ------------- | ------ | ---------- | ----- | ----- |
| 1987/88 | Brescia       | Italië | Serie B    | 14    | 0     |
| 1988/89 | Brescia       | Italië | Serie B    | 29    | 0     |
| 1989/90 | Brescia       | Italië | Serie B    | 34    | 9     |
| 1990/91 | Juventus      | Italië | Serie A    | 25    | 1     |
| 1991/92 | Juventus      | Italië | Serie A    | 22    | 1     |
| 1992/93 | Sampdoria     | Italië | Serie A    | 24    | 4     |
| 1993/94 | SSC Napoli    | Italië | Serie A    | 14    | 0     |
| 1994/95 | SSC Napoli    | Italië | Serie A    | 3     | 0     |
|         | Brescia       | Italië | Serie A    | 24    | 2     |
| 1995/96 | Piacenza      | Italië | Serie A    | 32    | 1     |
| 1996/97 | Hellas Verona | Italië | Serie A    | 9     | 1     |
| 1997/98 | Hellas Verona | Italië | Serie B    | 35    | 3     |
| 1998/99 | Hellas Verona | Italië | Serie B    | 2     | 0     |
|         | Chievo Verona | Italië | Serie B    | 7     | 0     |
| 1999/00 | Chievo Verona | Italië | Serie B    | 31    | 6     |
| 2000/01 | Chievo Verona | Italië | Serie B    | 36    | 7     |
| 2001/02 | Chievo Verona | Italië | Serie A    | 30    | 9     |
| 2002/03 | Chievo Verona | Italië | Serie A    | 30    | 5     |
| 2003/04 | Palermo       | Italië | Serie B    | 40    | 12    |
| 2004/05 | Palermo       | Italië | Serie A    | 35    | 0     |
| 2005/06 | Palermo       | Italië | Serie A    | 27    | 3     |
| 2006/07 | Palermo       | Italië | Serie A    | 27    | 10    |
| 2007/08 | FC Torino     | Italië | Serie A    | 32    | 1     |
| 2008/09 | FC Torino     | Italië | Serie A    | 12    | 0     |
| Totaal  | Totaal        | Totaal | Totaal     | 530   | 74    |